# Il giardino dei supplizi
Il giardino dei supplizi (Le Jardin des supplices) è un romanzo dello scrittore francese Octave Mirbeau pubblicato nel 1899. 
Ironicamente e simbolicamente, Mirbeau l'ha dedicato "Ai Preti, ai Soldati, ai Giudici, a tutti coloro che educano, istruiscono e governano gli uomini".

## Trama
Il romanzo è composto di tre parti. "Il Frontespizio" presenta una discussione fra intellettuali di salotto sulla "legge dell'omicidio" e, secondo loro, sembra che la società, colle sue leggi, non faccia altro che moderare e indirizzare questo bisogno primitivo. La prima parte della narrazione che segue, intitolata "In missione", è una caricatura grottesca degli ambienti politici della Francia della Belle Époque. La seconda parte, "Il Giardino dei supplizi", precisamente, è la relazione del viaggio di due europei, la sadica ed isterica inglese Clara e l'anonimo narratore francese, nel mezzo del giardino delle torture del bagno penale di Canton, giardino infernale e paradisiaco, dove si pratica l'arte della tortura secondo antiche pratiche cinesi. Clara approva e condivide tali pratiche e ne trae piacere sessuale.

## Traduzioni

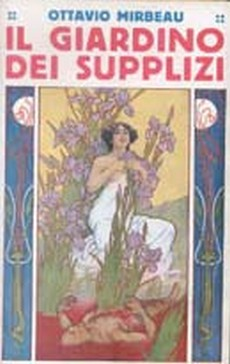
Edizione italiana del 1917

- La prima edizione in lingua spagnola de El Jardín de los suplicios fu pubblicata a Barcellona nel 1900 (Casa Editorial Maucci, traduzione di Ramon Sempau et C. Sos Gautreau).
- Il libro venne tradotto in inglese e pubblicato nel 1903[4]
- La prima traduzione italiana del Jardin des supplices  è quella di Decio Cinti, Il Giardino dei supplizi, Milano, Sonzogno, 1917, 174 pagine. Da quella del 1920 (Milano, Istituto Editoriale Italiano) a quella del 2006 (Milano, Lupetti), ci sono state 20 altre edizioni! L'edizione della Società Editrice Attualità (1966), che tradisce l'originale, è intitolata Perversioni e torture nell'antica Cina... Oltre Decio Cinti, i traduttori sono A. D. Repossi, Giuseppe Piemontese, Mario Scala, Roberta Maccagnani, Enrico De Angelis, Fabio Vasarri, Mariella Giacometti e Violante Marinetti.

## Edizioni (parziale)
- Octave Mirbeau, Le Jardin des supplices, Fasquelle, 1899,  pp. 327 + XXVII.
- Octave Mirbeau, Il giardino dei supplizi, a cura di Massimo Rizzardini, collana I Rimossi, Lupetti, 2009,  p. 177.

## Trasposizioni
Il romanzo è stato trasposto nell'omonimo film erotico francese del 1976, diretto da Cristian Gion e interpretato da Jean Claude Carrere, nella parte del medico francese Antoine Derieux, e Jacqueline Kerry, nella parte di Clara.